# Radiografia dell'addome
In medicina, una radiografia dell'addome, chiamata anche diretta addome o addome in bianco (a significare che non viene utilizzato il mezzo di contrasto) è una tecnica di imaging medico utilizzata per l'esame diagnostico dell'addome.
Solitamente essa consiste in una radiografia planare frontale centrata sull'addome, con il paziente in posizione supina. Spesso l'esame è completato da una radiografia del torace in posizione eretta (per escludere aria sotto il diaframma o eziologie toraciche che si presentano come dolori addominali) e una radiografia in piedi dell'addome (per differenziare l'ostruzione da ileo esaminando i livelli gastrointestinali di aria/acqua).

## Utilizzi
La radiografia dell'addome non viene tipicamente usata per studiare patologie di molti organi addominali, quali i reni, gli ureteri e la vescica, poiché queste strutture sono difficili da valutare con questa metodica (ad esempio, i reni non possono essere visibili a causa del gas intestinale sovrastante).
Invece, viene utilizzata per studiare le condizioni gastrointestinali come ad esempio una occlusione intestinale e i calcoli biliari e, in talune circostanze, anche i calcoli renali. La radiografia dell'addome può diagnosticare la costipazione, essendo le feci facilmente visibili. Può, inoltre, essere molto utile per valutare il corretto posizionamento dei dispositivi a permanenza, come uno stent ureterale.